# とらわれペンギン
『とらわれペンギン』は、森山塔による日本の成人向け漫画作品。『漫画エロトラブ』（蒼竜社）1985年8月号から1986年2月号にかけて連載された。
1988年にはゲーム化もされている。

## 収録
- MEADOW MEAL
- ONE TWO MANY MORNING
- OVER NIGHT
- TORURE
- TORURE NEVER STOPS
- IN BONDAGE
- HOME SWEET HOME
- 愛具の檻から

## 単行本
いずれも全1巻(A5)。
- 『タツミコミックス』辰巳出版 1986年5月10日発行
- 『フジミコミックス』富士美出版 1992年11月15日発行

## ゲーム版
1988年12月に辰巳出版よりPC-8801mkⅡSR/FR/MR/TR/FH/MH/FA/MA/VA/VA2/3用ソフトで発売。ジャンルは、パッケージの表記よりY・P・G（ヤラシイ・プレイング・ゲーム）となっており、エッチなアイテムが多数登場するRPGとなっている。原画にはくつぎけんいちを起用している。